# Tvedestrands kommun
Tvedestrands kommun (norska: Tvedestrand kommune) är en kommun i Agder fylke i södra Norge. Kommunens centralort är tätorten Tvedestrand. Kommunen ligger mellan Arendals kommun i väster och Risørs kommun i öster. Kommunen gränsar också till Frolands, Åmli och Vegårsheis kommuner.

## Administrativ historik
Tvedestrands kommun bildades på 1830-talet, samtidigt med flertalet andra norska kommuner. Befolkningen mångdubblades 1960 när Tvedestrands kommun slogs ihop med Dypvåg och Holts kommuner. 
1962 överfördes Strengereids krets med 375 invånare till Molands kommun. 1964 överfördes ett område med fem invånare från Molands kommun. 1984 överfördes ett obebott område till Risørs kommun.

## Tätorter
I Tvedestrands kommun finns två tätorter:
- Nesgrenda
- Tvedestrand (centralort)

## Socknar
Inom Norska kyrkan är Tvedestrands kommun indelad i tre socknar:
- Dypvågs socken
- Holts socken
- Tvedestrands socken

Socknarna ingår i Aust-Nedenes prosteri i Agder og Telemarks stift.

## Bilder

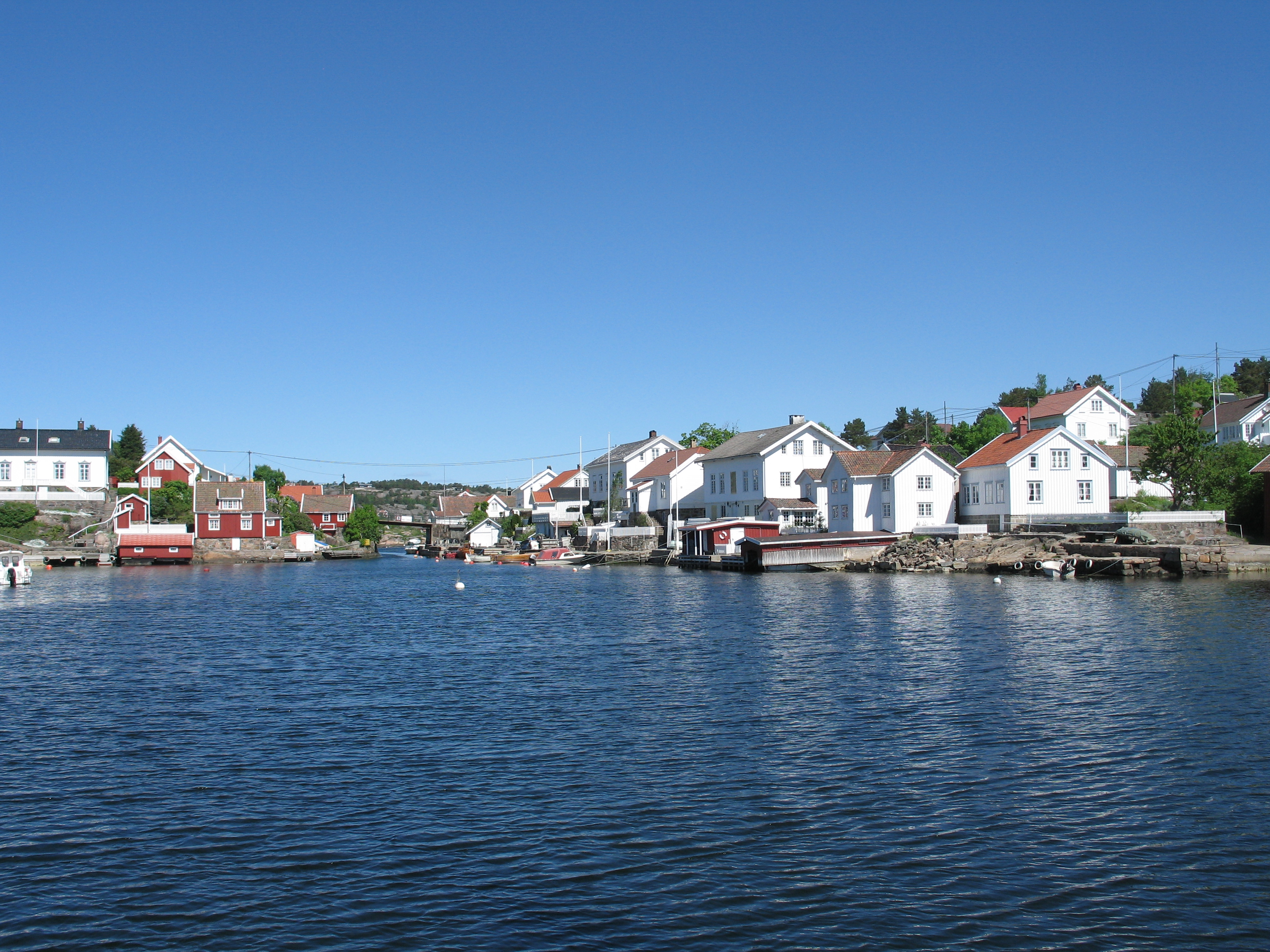
Lyngør.
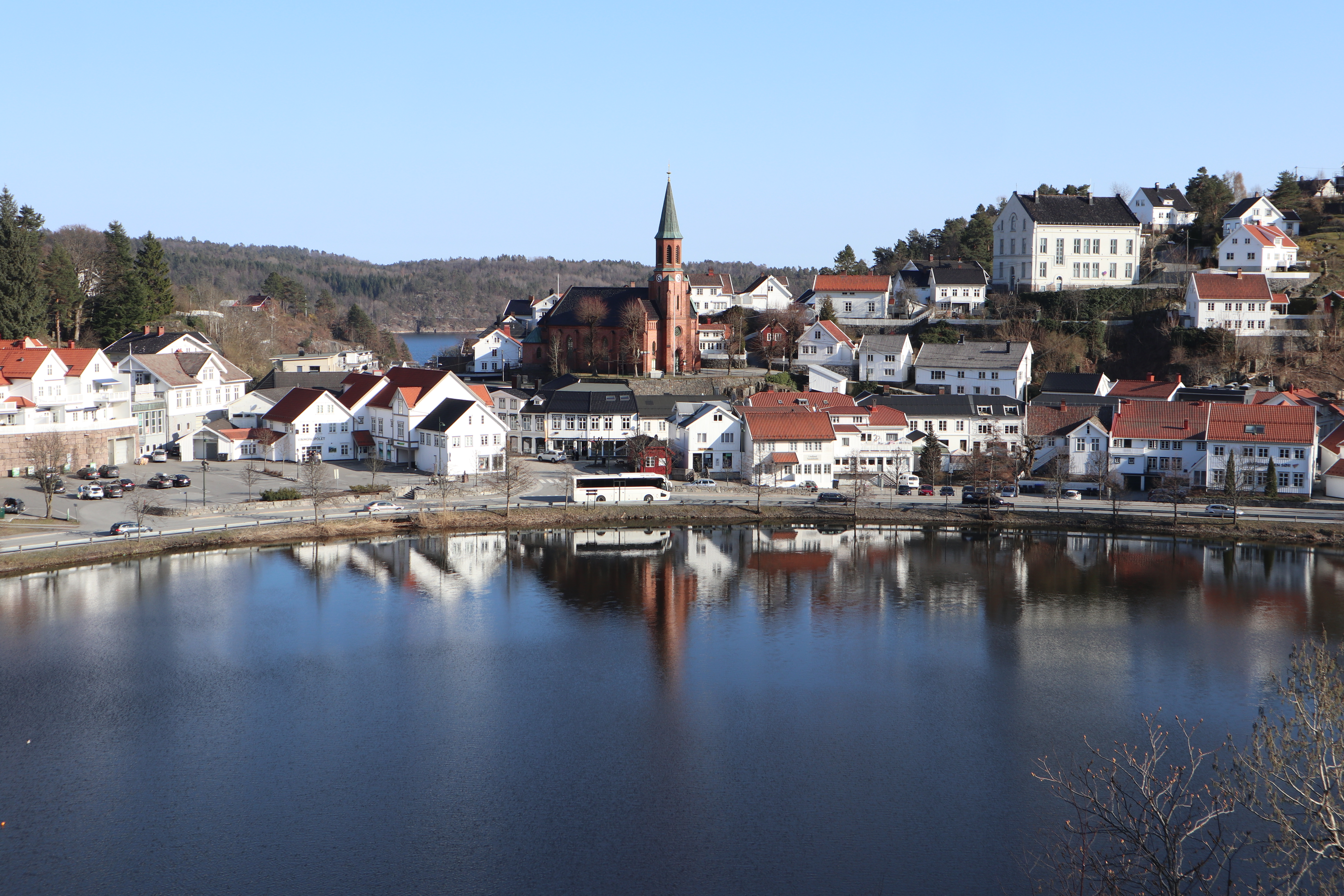
Tvedestrand.